# Виндролере (Торино)
Виндролере је насеље у Италији у округу Торино, региону Пијемонт.
Према процени из 2011. у насељу је живело 243 становника. Насеље се налази на надморској висини од 462 м.